# Threads
Threads ist ein soziales Netzwerk des US-amerikanischen Unternehmens Meta Platforms. Threads ist textfokussiert und grundsätzlich dezentral angelegt. Die Plattform ist mit Instagram stark verknüpft. Threads nahm Anfang Juli 2023 in zunächst 100 Ländern den Betrieb auf und ist seit dem 14. Dezember 2023 in der Europäischen Union verfügbar.

## Geschichte

### 2019–2021: Vorgänger
Bereits im Jahr 2019 veröffentlichte Instagram eine App namens Threads. Die App war als kamerazentrierte Messaging-App zum Teilen von Fotos, Videos und Statusmeldungen mit einem engen „Freundeskreis“ konzipiert. Die App wurde im Jahr 2021 eingestellt. Das Unternehmen teilte mit, die Entscheidung, Threads zu schließen, getroffen zu haben, da viele der beliebtesten Funktionen, wie automatische Bildunterschriften und Statusmeldungen, auf Instagram entweder bereits eingeführt wurden oder eingeführt werden sollen. Instagram war auch der Meinung, es könne seine Bemühungen hinsichtlich Messaging besser fokussieren, wenn seine Aufmerksamkeit nicht zwischen zwei verschiedenen Apps aufgeteilt werde.

### 2022–2023: Entwicklung und Wiederaufnahme des Betriebs
Nach der Übernahme von Twitter durch Elon Musk haben die Konkurrenten von Twitter versucht, aus der Abwanderung der Nutzer Kapital zu schlagen. In einer Sitzung Ende 2022, bei der es um die Entwicklung von Strategien für den Wettbewerb mit Twitter ging, diskutierten Mitarbeiter von Meta Platforms über die Ausweitung der Einführung von Instagram Notes (deutsch Instagram Notizen), einer bevorstehenden textbasierten Funktion für Instagram, sowie über die Entwicklung einer separaten, auf Text ausgerichteten App.
Im Juni 2023 veröffentlichte The Verge Details über ein internes unternehmensweites Treffen bei Meta Platforms, bei dem das Projekt 92 besprochen wurde, das von Meta Platforms Chief Product Officer Chris Cox als „Antwort des Unternehmens auf Twitter“ beschrieben wurde. Berichten zufolge hatte das Unternehmen bereits Prominente wie DJ Slime verpflichtet, die App zu nutzen und befand sich in Gesprächen mit Oprah Winfrey und dem Dalai Lama.
Einzelheiten über Instagram Threads wurden im Juli bekannt, als der Entwickler Alessandro Paluzzi twitterte, dass Projekt 92 im Google Play Store als Threads veröffentlicht worden sei. Die App wurde einige Stunden später entfernt, jedoch veröffentlichte Paluzzi mehrere Bildschirmfotos von den Funktionen der App.
Am 3. Juli 2023 erschien Threads in Apples App Store mit einem Veröffentlichungsdatum zum 6. Juli. Die Enthüllung von Threads erfolgte zu einer Zeit, in der Twitter die Anzahl der Tweets, die pro Tag angesehen werden können, stark einschränkte.
Eine offizielle Website unter threads.net wurde veröffentlicht, auf der eine Countdown-Uhr bis zum Start des Dienstes am 6. Juli herunterzählte und Links zum Herunterladen der Apps des Dienstes angegeben waren. Am 5. Juli wurde der Countdown zum 5. Juli 19:00 Uhr EDT geändert.
Threads startete offiziell am 5. Juli 2023 in 100 Ländern, darunter jedoch keines der Europäischen Union (EU).
Am Morgen des 10. Juli 2023 teilte der Online-Datendienst Quiver Quantitive mit, dass der Dienst über 100 Millionen Nutzer binnen fünf Tagen gewinnen konnte. Damit ist die Plattform die am schnellsten wachsende aller Zeiten und löste damit den bisherigen Rekordhalter ChatGPT ab.
Eine Veröffentlichung in der EU hatte sich verzögert, da Meta auf eine Klärung durch die Aufsichtsbehörden wartete.
Zwar waren in der Webversion Inhalte auch in der EU abrufbar, das Veröffentlichen von Beiträgen, Kommentieren oder Markieren mit „gefällt mir“ markieren war hier jedoch noch nicht möglich.
Obwohl die App zu diesem Zeitpunkt noch nicht offiziell innerhalb der EU verfügbar war, hatten sich bereits zahlreiche Nutzer aus EU-Ländern auf der Plattform registriert, darunter auch einige Unternehmen und Persönlichkeiten des öffentlichen Lebens. Dies war auf die Möglichkeit zurückzuführen, Threads über alternative Installationsmethoden auf Android- und iOS-Geräten zu nutzen, obwohl die App nicht über den Play Store bzw. App Store des jeweiligen Landes heruntergeladen werden konnte.
Am 14. Dezember 2023 erfolgte die offizielle Einführung von Threads in der EU, wodurch auch Nutzern in diesem Bereich der volle Funktionsumfang zugänglich wurde.

## Merkmale
Threads wurde als Plattform für Gespräche und Austausch in Echtzeit konzipiert und soll den Nutzern ein ähnliches Erlebnis wie Twitter bieten, wobei der Schwerpunkt auf öffentlichen, textbasierten Beiträgen und Unterhaltungen liegt. Threads ist eng mit dem Schwesterdienst Instagram verbunden und basiert auf diesem.
Threads ist nicht zu verwechseln mit dem gleichnamigen Kommunikationsnetzwerk des US-amerikanischen Betreibers Threads, Inc., der unter Threads.com auftritt.
Threads-Konten sind eng mit Instagram-Konten integriert. Threads- und Instagram-Konten teilen sich den Benutzernamen. Nutzer können auswählen, den Konten wie auf Instagram zu folgen, sofern diese auch über Threads-Konten verfügen.

### Gerätekompatibilität
Threads ist auf mobilen Clients für die Plattformen iOS von Apple und Android von Google verfügbar. Zusätzlich gibt es ein Web-Frontend, mit dem fast alle Funktionen der App genutzt werden können; die Funktionen Audionachrichten und animierte GIF-Bilder fehlen.

### Internationale Verfügbarkeit
Threads ist seit 13. Dezember 2023 in der Europäischen Union verfügbar. Zuvor hatte Meta den Zugang hier blockiert. Auch Meta blockiert den Zugang zu Threads für in der EU ansässige Nutzer, selbst wenn der Nutzer ein VPN verwendet, um die Blockierung zu umgehen.
Im Iran hat die Regierung Threads blockiert und es damit in die umfangreiche Liste der zensierten sozialen Medien des Landes aufgenommen. Obwohl Threads der Zensur durch das Projekt Goldener Schild in China unterliegt, erreichte es die Top vier der kostenlosen Sozialen-Medien-Apps im chinesischen iOS App Store. Russland blockierte Threads einen Tag nach seinem Start.

### Dezentralität
Der Dienst ist grundsätzlich dezentral angelegt. Meta hat eine Kompatibilität mit anderen Plattformen und Instanzen zugesagt, die auf dem Protokoll ActivityPub basieren, unter anderem Mastodon. Bis auf große Teile Europas hat Meta die Anbindung an das Fediverse und damit allen voran Mastodon im Juni 2024 ausgerollt.

### Werbung
Threads enthält keine Werbung. Zuckerberg erklärte, dass die Monetarisierung erst erfolgen würde, wenn die App „Hunderte von Millionen“ Nutzer haben wird.
Ab dem Frühjahr 2025 soll Threads mit Werbung finanziert werden.

## Benutzer
Seit dem Start ist Threads schnell gewachsen und hat nach fünf Tagen 100 Millionen Nutzer erreicht. Beobachter von dritten Seiten behaupten, dass die Zahl der täglich aktiven Nutzer seit den ersten fünf Tagen um 20 Prozent gesunken ist und dass das Engagement der Nutzer um 50 Prozent abgenommen hat. Außerdem soll die durchschnittliche Verweildauer in der App vom Höchststand am 6. Juli mit rund zwanzig Minuten pro Nutzer auf acht Minuten am 10. Juli, vier Minuten am 21. Juli und knapp drei Minuten am 1. August 2023 gesunken sein.
Als Threads am 11. Juli 2023 etwa 105 Millionen Nutzer erreichte, hörte Meta auf, seine Nutzerzahlen offenzulegen. Spätere Zahlen wurden durch Stichproben von Abonnentenzahlen angenähert. Trotz des anfänglichen Anstiegs der Anmeldungen sank die Zahl der täglich aktiven Nutzer auf der Plattform bis zum 17. Juli um 70 Prozent gegenüber dem Höchststand vom 7. Juli. Jüngste Entwicklungen deuten darauf hin, dass Threads vor der Herausforderung steht, Nutzer zu halten, und erwägt, „bindungsfördernde Haken“ einzubauen.

## Kritik

### Löschen von Konten
Threads ist wegen der Verwendung von Instagram-Konten in die Kritik geraten. Die Nutzer müssen ihre Instagram-Konten löschen, um ihr Threads-Konto löschen zu können. Adam Mosseri, Geschäftsführer von Instagram, hat auf Threads veröffentlicht, dass nach einer Möglichkeit gesucht werde, das Threads-Konto separat löschen zu können.

### Streit um geistiges Eigentum
Am Tag der Veröffentlichung von Threads hat Twitter eine rechtliche Drohung gegen Meta ausgesprochen, in der behauptet wird, dass Meta gegen die Rechte an geistigem Eigentum von Twitter verstößt. In einem an den CEO von Meta gerichteten Schreiben behauptete der Anwalt von Twitter, dass Meta zahlreiche ehemalige Twitter-Mitarbeiter eingestellt habe, die Zugang zu Geschäftsgeheimnissen und vertraulichen Informationen von Twitter hätten. Meta hat diese Behauptungen bestritten und behauptet, dass keine ehemaligen Twitter-Mitarbeiter in das Threads-Entwicklungsteam involviert seien.

### Datenschutz
Die Datenerhebungspolitik von Threads ist in die Kritik geraten, wobei Experten Bedenken über die Menge der von der App gesammelten privaten Informationen geäußert haben, ebenso wie frühere Kontroversen über die Verwendung von Nutzerdaten durch Meta.
In der iOS-App Threads erhebt das Unternehmen Meta personenbezogene Daten jedes App-Nutzers explizit aus 14 Kategorien, hierzu zählen: „Gesundheit und Fitness“, „Finanzinformationen“, „Kontaktinformationen“, „Benutzerinhalte“, „Browser-Verlauf“, „Nutzungsdaten“, „Diagnose“, „Gekaufte Artikel“, „Standort“, „Kontakte“, „Suchverlauf“, „Kennungen“, „Vertrauliche Daten“ und „Sonstige Daten“.

### Staatliche Medien
Threads kennzeichnet keine staatlichen Medienkonten, was nach Angaben des Wall Street Journal zu Bedenken hinsichtlich russischer und chinesischer Regierungspropaganda und Desinformation auf der Plattform geführt hat.